# Božo Vodušek
Božo Vodušek (*30 de enero de 1905 en Liubliana, †28 de julio de 1978 en Liubliana) fue un poeta, lingüista y abogado esloveno. En Eslovenia es muy famoso por las obras poéticas que escribió durante su vida. 

## Biografía
Nació en una familia de abogados de Liubliana, donde después visitó la escuela primaria y secundaria. Ya de niño viajó mucho con sus padres, a Múnich , Viena , Praga y París. Estudió filología románica en la Filozofska fakulteta de la Universidad de Liubliana, donde se graduó de literatura francesa y de lengua latina. Por no conseguir trabajo después se matriculó en la facultad de derecho. Después de graduarse en derecho trabajaba en la oficina de su padre y también como escritor libre. 
Junto a su profesión se interesó también por la política, en 1941 se unió al OF (Frente de liberación) y se dedicó mucho a la propaganda relacionada con el frente. En mayo de 1945 terminó la guerra y entró en la organización para comprobar los daños producidos en objetos culturales e históricos. Después trabajó en SAZU como inspector de ciencia. En 1973 se jubiló.

## Obra poética
Su primer trabajo, la traducción de dos poemas de Georg Trakl, fue publicado ya en el periódico escolar Plamen. Muchos de sus poemas escolares fueron publicados en Dom in Svet, donde ya se vio su talento y su moderna forma de escribir. Creció en una familia muy católica pero no le gustaban los abusos la Iglesia católica hacia gente muy religiosa y por eso luchó por una práctica religiosa más pura, íntima y honesta. Con este cometido publicó artículos en la revista Križ na gori, cuyas creencias estaban en sintonía con las suyas. En los años 30 pasó del expresionismo a poemas críticos y satíricos. Su poemas más conocidos del período de madurez son Nezadovoljni narcis, Onstranski obup, Pastel, Začarani krog. Después del año 1931 llegó a ser un representante del existencialismo, lo que se notó en los poemas publicados por la revista literaria Krog, como Zdravica v ranem jutru (Canción al alba), Pomladni veter (Viento de primavera), Pesem ob ločitvi (Poema de una separación). En el año 1939 publicó su colección poética Odčarani svet. Los poemas escritos después de la Segunda Guerra Mundial son proclamados sus mejores trabajos literarios, por su compleja lengua y la longitud de los versos. En 1967 publicó una antología poética llamada Izbrane pesmi (Poemas escogidos) por la cual también ganó el prestigioso premio Prešeren.

## Obra de traductor
Tradujo al esloveno poemas de Georg Trakl, después trabajos de Aleksandr Pushkin, pero su traducción más famosa es la de Charles Baudelaire y de Johann Wolfgang von Goethe (Fausto), que dejó sin acabar.

## Obra de ensayista
Para la lengua eslovena es importante su artículo sobre la reorganización y restructuración de la lengua eslovena, con la cual no estaba de acuerdo, llamada Za preureditev nazora o jeziku (Krog 1933). Escribió también ensayos sobre lingüística y fonética eslovena.
- Datos: Q597708
- Multimedia: Božo Vodušek / Q597708